# Rezerwat przyrody Źródliska Biegały
Rezerwat przyrody Źródliska Biegały – wodny rezerwat przyrody położony na terenie gminy Malechowo w powiecie słowieńskim (województwo zachodniopomorskie).
Obszar chroniony został utworzony 28 października 2022 r. na podstawie Zarządzenia Regionalnego Dyrektora Ochrony Środowiska w Szczecinie z dnia 13 października 2022 r. w sprawie uznania za rezerwat przyrody „Źródliska Biegały” (Dz. Urz. Woj. Zach. z 2022 r. poz. 4435).

## Położenie
Obszar chroniony ma powierzchnię 23,34 ha, składa się z dwóch części przeciętych drogą Znajduje się w obrębach ewidencyjnych Zielenica i Drzeńsko, w bliskim sąsiedztwie zabudowań miejscowości, a także w granicach nadleśnictwa Polanów. Leży częściowo w granicach specjalnego obszaru ochrony siedlisk Natura 2000 Dolina Grabowej PLH320003. Bezpośrednio przy nim znajduje się kopalnia piasku.

## Ochrona
Celem ochrony rezerwatowej jest „zachowanie szczególnych walorów przyrodniczych ekosystemu rozległej niszy źródliskowej cieku Biegała wraz z mechanizmami jej funkcjonowania, jako złożonego systemu wzajemnego oddziaływania procesów hydrologicznych, geomorfologicznych i biotycznych”. Obejmuje ona ekosystem w podtypie lasów i wód.
Rezerwat obejmuje obszar, z którego wypływa ciek Biegała (dopływ Zielenicy, która to uchodzi do Grabowej) oraz jego początkowy bieg. Wyróżniającym elementem jest wynikająca z działalności źródlisk rzeźba erozyjna (m.in. podcięcia erozyjne, osuwiska, obrywy). Doprowadziła ona do utworzenia obszaru krajobrazu o dużej otwartości i dużych deniwelacjach terenu. Na terenie obszaru chronionego ma miejsce współdziałanie procesów hydrologicznych, geomorfologicznych i biotycznych, występują tu naprzemiennie ekosystemy: leśne, nieleśne i wodne. Tworzy to warunki do rozwoju różnorodnych siedlisk, w tym chronionych typów: nizinne i podgórskie rzeki ze zbiorowiskami włosieniczników, łęgi wierzbowe, topolowe, olszowe i jesionowe, kwaśne buczyny i grąd subatlantycki. Wśród flory wyróżniają się rośliny naczyniowe, mszaki, lichenobiota (m.in. porosty hydrofilne), reintrodukowano tu także rdestniczkę gęstą oraz zwalczano inwazyjny kroplik żółty Mimulus gutatus. Wśród zbiorowisk nieleśnych związanych ze źródliskami szczególnie cenne są te z klasy Montio-Cardaminetea oraz Phragmitetea, w tym szuwary w podtypie Sparganio-Glycerion fluitantis, zawierające rzadkie i chronione gatunki roślin, mchów i wątrobowców.
Według stanu na październik 2022 rezerwat nie ma ustalonego planu ochrony ani zadań ochronnych.